# إيونية

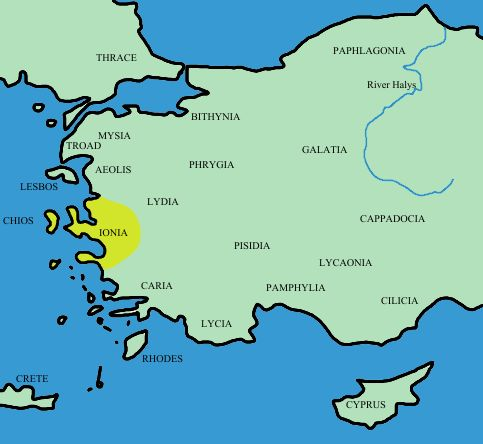
جزء من شبه جزيرة الأناضول، والتي توضح وضع إيونية القديمة.

إيونية هي مدينة إغريقية قديمة تقع على الساحل الغربي لآسيا الصغرى على البحر الأبيض المتوسط. وعُرفت هذه المستعمرة بهذا الاسم وقت قيام دولة اليونان القديمة. وهي منطقة تاريخية تقع بالقرب من مدينة إزمير (سميرنا) بتركيا. شهدت إيونية ولادة الفلسفة، واستوطن الإيونيون هذا الساحل منذ القرن العاشر ق.م، وانتشروا فيما بعد في جزر بحر إيجة المجاورة. وهناك ذاعت شهرة هوميروس، الشاعر الذي تنسب إليه ملحمتا الإلياذة والأوديسة منذ القرن التاسع قبل الميلاد.